# Metin Tokat
Metin Tokat (Batman, 27 mei 1960) is een voormalig voetbalscheidsrechter uit Turkije, die in de periode 1998-2003 op het hoogste niveau floot in Europa. Hij leidde zowel interlandwedstrijden als duels in de Europa League en de Süper Lig.

## Interlands
| Datum      | Plaats    | Wedstrijd                 | Uitslag | Competitie        | Kreeg geel | Kreeg voor de tweede keer geel en dus rood | Weggestuurd |
| ---------- | --------- | ------------------------- | ------- | ----------------- | ---------- | ------------------------------------------ | ----------- |
| 12-11-1995 | Ta' Qali  | Malta – Wit-Rusland       | 0 – 2   | EK-kwalificatie   | 3          | 0                                          | 0           |
| 11-03-1997 | Sofia     | Bulgarije – Slowakije     | 0 – 1   | Vriendschappelijk | 2          | 0                                          | 0           |
| 20-08-1997 | Boekarest | Roemenië – Macedonië      | 4 – 2   | WK-kwalificatie   | 5          | 0                                          | 0           |
| 07-10-1997 | Chisinau  | Moldavië – Polen          | 0 – 3   | WK-kwalificatie   | 4          | 0                                          | 0           |
| 15-11-1997 | Belgrado  | Joegoslavië – Hongarije   | 5 – 0   | WK-kwalificatie   | 4          | 0                                          | 0           |
| 09-06-1999 | Moskou    | Rusland – IJsland         | 1 – 0   | EK-kwalificatie   | 1          | 0                                          | 0           |
| 29-03-2000 | Ashkelon  | Israël – Georgië          | 1 – 1   | Vriendschappelijk | 1          | 0                                          | 0           |
| 13-12-2000 | Xanthi    | Griekenland – Joegoslavië | 1 – 1   | Vriendschappelijk | 0          | 0                                          | 0           |
| 21-08-2002 | Constanța | Roemenië – Griekenland    | 0 – 1   | Vriendschappelijk | 2          | 0                                          | 0           |